# William Christopher Atkinson
William Christopher Atkinson (* 9. August 1902 in Belfast; † 19. September 1992 in Shipton-under-Wychwood, Oxfordshire) war ein britischer Romanist, Historiker, Hispanist und Lusitanist.

## Leben und Werk
Atkinson studierte in Belfast und Madrid und schloss 1925 mit dem Magistergrad ab. Von 1926 bis 1932 lehrte er am Armstrong College der University of Durham in Newcastle upon Tyne. Von 1932 bis 1972 war er an der Universität Glasgow Stevenson Professor für Spanisch (von 1944 bis 1947 auch Dekan). Ab 1966 war er Direktor des Glasgower Instituts für Lateinamerikanische Studien.
Atkinson war Honorarprofessor der Universidad Nacional de Colombia (1946). Er war Komtur des Ordens des Infanten Dom Henrique (1972).

## Werke
- als Hrsg.: Fernán Pérez de Oliva (1494–1533). Teatro. In: Revue Hispanique. Band 69, Nr. 156, 1927, S. 521–659.
- Hernán Pérez de Oliva. A biographical and critical study. In: Revue Hispanique. Band 71, Nr. 160, 1927, S. 309–484.
- (Hrsg.) Miguel de Unamuno, Recuerdos de Niñez y de Mocedad. London 1929.
- Spain. A brief history. London 1934.
- mit Edgar Allison Peers und William J. Entwistle: A Handbook to the Study and Teaching of Spanish. London 1938.
- A History of Spain and Portugal. Harmondsworth 1960, 1967, 1973 (deutsch: Geschichte Spaniens und Portugals. München 1962; französisch: Histoire d'Espagne et du Portugal. Paris 1965)

### Übersetzungen
- Luís de Camões: The Lusiads. Harmondsworth 1952.
- The Remarkable Life of Don Diego. Being the autobiography of Diego de Torres Villarroel. London 1958.
- Juan Rodríguez Freyle (1566–1640), The Conquest of New Granada. London 1961.
- Francisco Núñez de Pineda y Bascuñán (1607–1682): The Happy Captive. London 1977.